# فيليب الثاني (لاندغراف هسن-راينفيلس)
فيليب الثاني (1541 - 1583)؛ كان لاندغراف هسن-راينفيلس، المعروف أيضًا باسم فيليب الأصغر، بحيث أنه أول من حكم هذه الأراضي والوحيد كذلك.
فيليب هو الابن الثالث لـ فيليب الشهم وكريستين الساكسونية، وبعد وفاة والده في عام 1567 تم تقسيم لاندغريفية هسن بين أبنائه الأربعة، بحيث تلقى فيليب جزء حول قلعة راينفيليس ومدينة زانكت غوار على الضفة اليسرى من نهر الراين، كانت المنطقة تتكون أساسًا من كونتية كاتزينلنبوغن السفلى السابقة  ومع براوباخ وريتشنبرغ وهوهنشتاين على الضفة اليمنى.
في عام 1569 تزوج فيليب من آنا إليزابيث بعد أن أصبح حماه الناخب فريدرش الثالث أحد قادة الكالفينية.
توفي فيليب في 30 نوفمبر 1583 بـ قلعة راينفيلس، نظرًا لأن زواجه ظل بلا أبناء، فقد استولى شقيقه الأكبر فيلهلم الرابع على أراضيه، تم دفن فيليب في سانت غوار، بحيث أقام فيلهلم له نصبًا تذكاريًا مهيبًا على طراز عصر النهضة.